# Aspre (Fluss)
Die Aspre ist ein kleiner Fluss in Frankreich, der im Département Cantal in der Region Auvergne-Rhône-Alpes verläuft. Sie entspringt in der Gebirgslandschaft Monts du Cantal, im Gemeindegebiet von Le Fau, entwässert mit einem Bogen über Süd generell in westlicher Richtung durch den Regionalen Naturpark Volcans d’Auvergne und mündet nach rund 15 Kilometern im Gemeindegebiet von Fontanges als linker Nebenfluss in die Maronne. In ihrem Oberlauf bilden die Aspre und ihre kleinen Zuflüsse eine Vielzahl von Wasserfällen und Kaskaden aus.

## Orte am Fluss
(Reihenfolge in Fließrichtung)
- La Bastide, Gemeinde Le Fau
- Le Fau
- Levert, Gemeinde Saint-Projet-de-Salers
- Restivalgues, Gemeinde Fontanges
- Fontanges